# Quảng trường Kim Nhật Thành
Quảng trường Kim Nhật Thành hay Quảng trường Kim Il-sung là một quảng trường ở quận Trung thành phố Bình Nhưỡng, Cộng hòa Dân chủ Nhân dân Triều Tiên, và được đặt tên theo nhà lãnh đạo sáng lập của Triều Tiên, Kim Nhật Thành. Quảng trường được xây dựng vào năm 1954 theo quy hoạch tổng thể để tái thiết thủ đô sau sự tàn phá của Chiến tranh Triều Tiên. Nó mở của vào tháng 8 năm 1954. Quảng trường nằm dưới chần đồi Namsan, trên bờ phía tây của sông Taedong, đối diện với Tháp Juche ở phía bên kia của con sông. Đây là quảng trường lớn thứ 37 trên thế giới, có diện tích khoảng 75.000 {\displaystyle m^{2}} (807,293 {\displaystyle {\ce {ft^2}}}) có thể chứa một cuộc biểu tình của hơn 100.000 người. Quảng trường có một ý nghĩa văn hóa to lớn, vì đây là nơi tụ họp chung cho các cuộc mít tinh, khiêu vũ và diễu hành quân sự và thường được xuất hiện trên các phương tiện truyền thông liên quan đến Triều Tiên.
Chân dung của Kim Nhật Thành, Karl Marx và Vladimir Lenin nằm trên các tòa nhà xung quanh quảng trường. Đại Học đường Nhân dân nhìn ra quảng trường và bờ dòng sông.

## Tổng quan
Quảng trường Kim Il-sung nằm ở trung tâm của Pyongyang trên bờ phía tây của sông Taedong. Nó có hình thức và thiết kế tương tự như Quảng trường Thiên An Môn ở Bắc Kinh và được sử dụng cho các mục đích tương tự.Kể từ khi quảng trường hoàn thành, nhiều cuộc diễu hành đã được tổ chức để kỷ niệm nhiều sự kiện khác nhau và cũng để cho thế giới thấy khả năng quân sự của Triều Tiên. Quảng trường Kim Il-sung được thiết kế tinh tế hơn về mặt kiến trúc với khung cảnh ven sông đầy ấn tượng. Nếu một người đứng trong quảng trường, thì Tháp Juche ở bờ đối diện dường như nằm ở đầu kia của quảng trường, mặc dù nó thực sự nằm bên kia sông, tương tự với Đài tưởng niệm Đảng Lao động và Đài tưởng niệm Mansudae Grand. Hiệu ứng quang học đạt được vì ở giữa quảng trường thấp hơn so với khu vực gần bờ sông. Xung quanh quảng trường là một số tòa nhà chính phủ, với Đại Học đường Nhân dân lớn nằm ở "đầu" của quảng trường.

Chân dung của Kim Il-sung và Kim Jong-il được trưng bày trên các tòa nhà xung quanh quảng trường, nơi từng treo chân dung của Karl Marx và Vladimir Lenin. Trong thời kỳ Kim Jong-il, chỉ có Kim Nhật Thành được treo trên các tòa nhà này, giống như chân dung của ông trong mọi căn phòng ở Triều Tiên. Khi Kim Jong-il qua đời, chân dung của ông đã được thêm vào các tòa nhà để tưởng nhớ. Ở đầu phía nam là hai cột cờ được lắp đặt vào năm 2013 để sử dụng cho các sự kiện quốc gia.

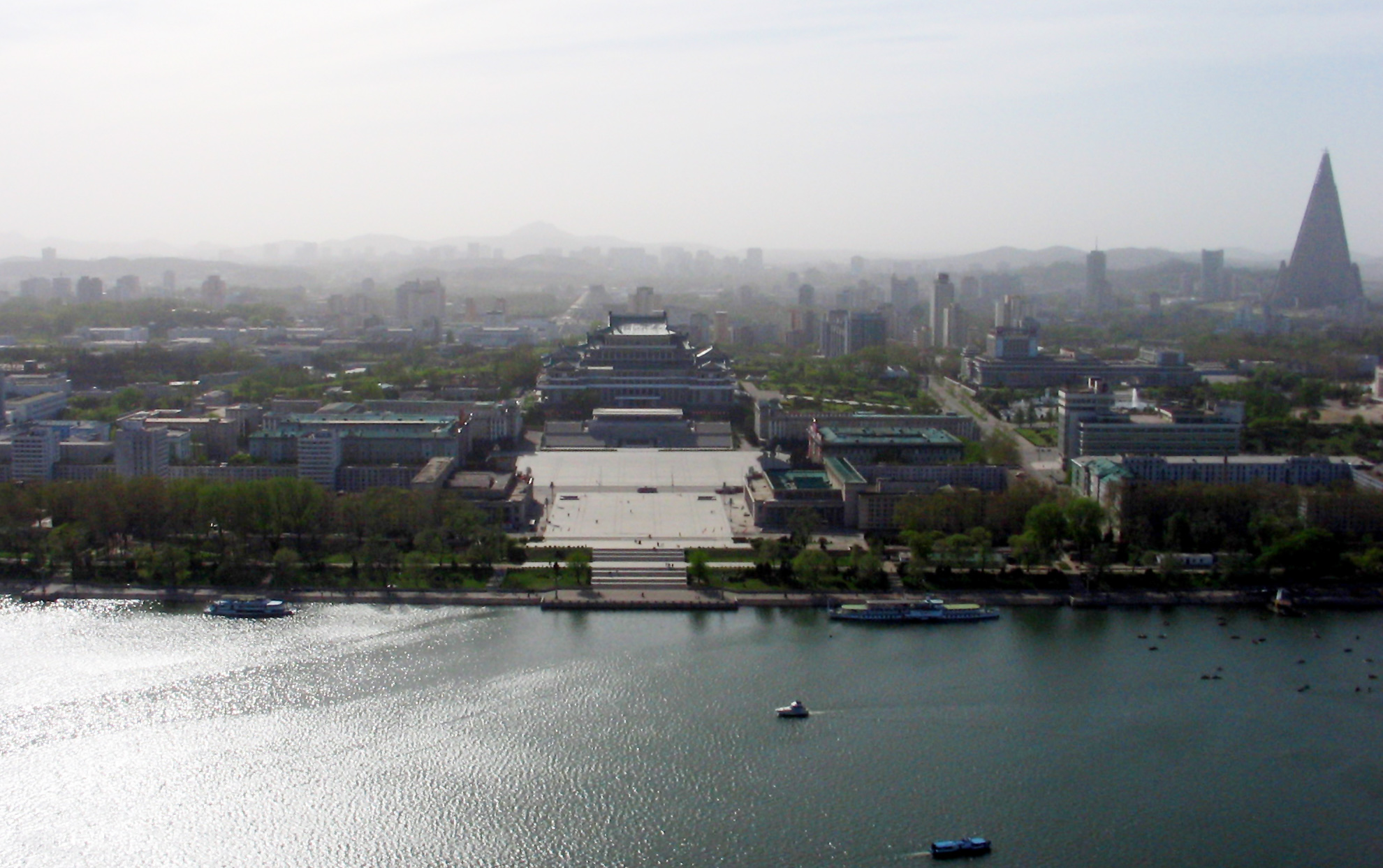
Pyongyang nhìn từ Tháp Juche, hướng về phía Tây qua sông Taedong. Quảng trường lớn ở trung tâm là Quảng trường Kim Il-sung; tòa nhà lớn phía sau nó là Đại Học đường Nhân dân.
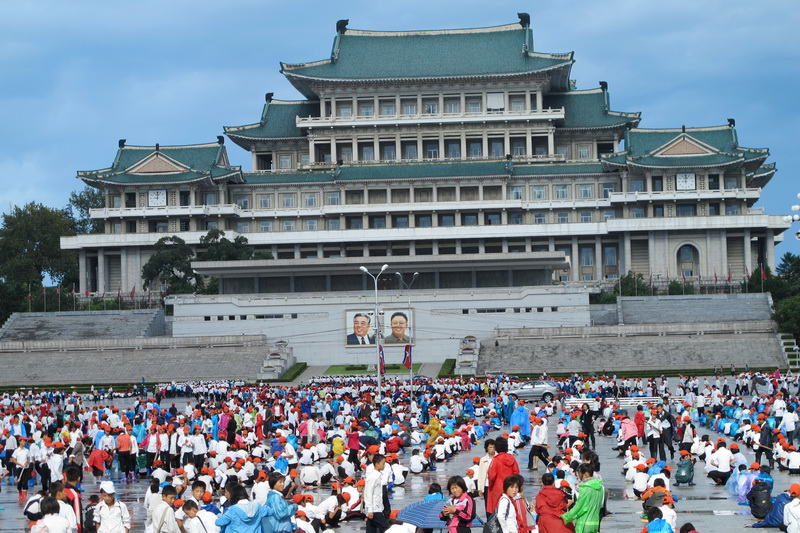
Quảng trường Kim Il-sung, với Đại Học đường Nhân dân, còn được gọi là Thư viện Quốc gia của Triều Tiên.
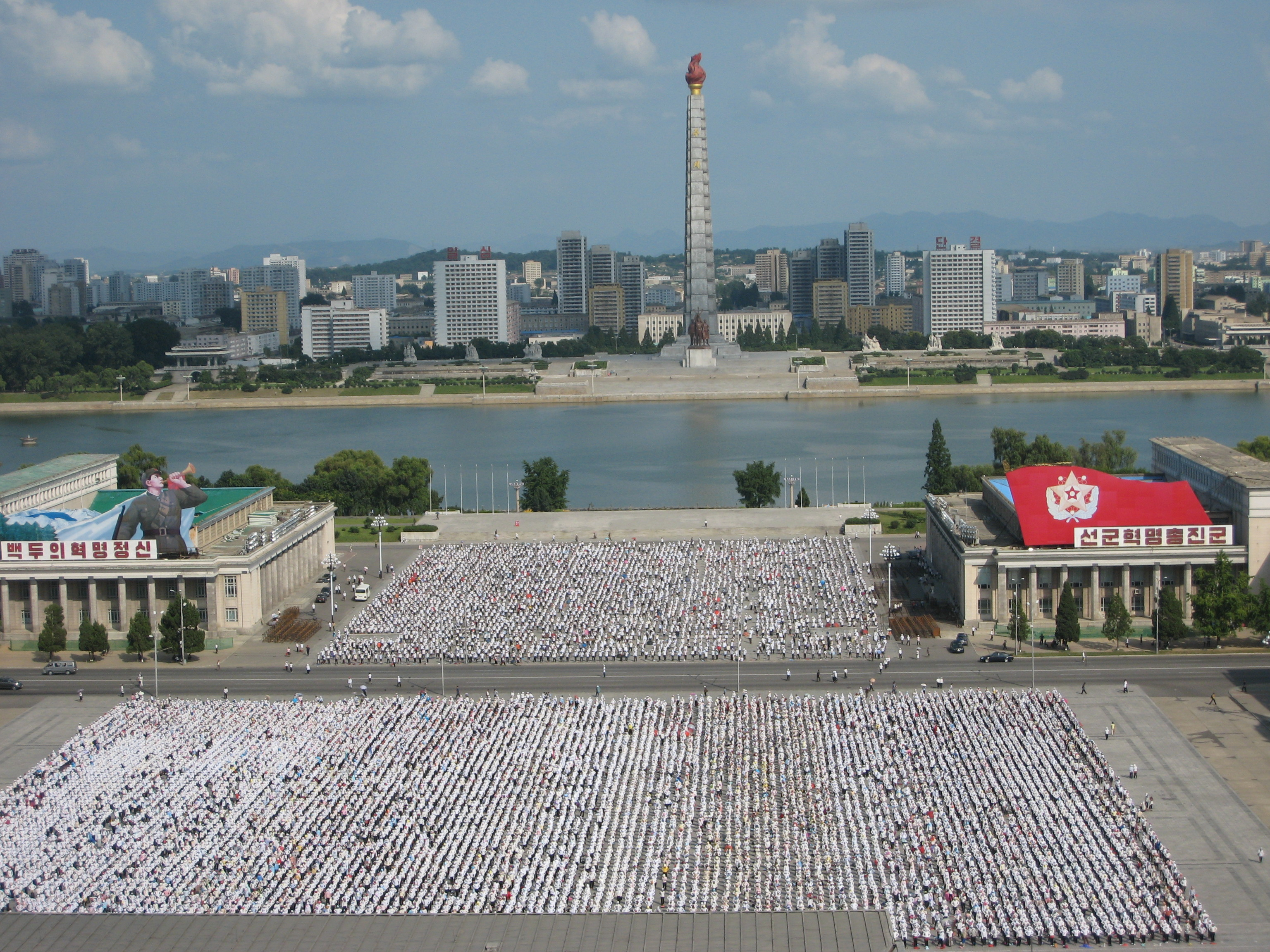
Quảng tường Kim Il-sung nhìn sang bên kia sông Taedong với tháp Juche, Pyongyang.
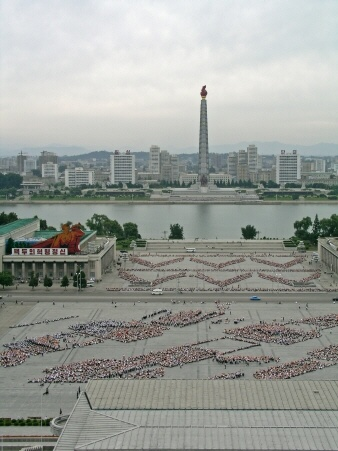
Quảng trường Kim Il-sung, nhìn từ Đại Học đường Nhân dân đến Tháp Juche.
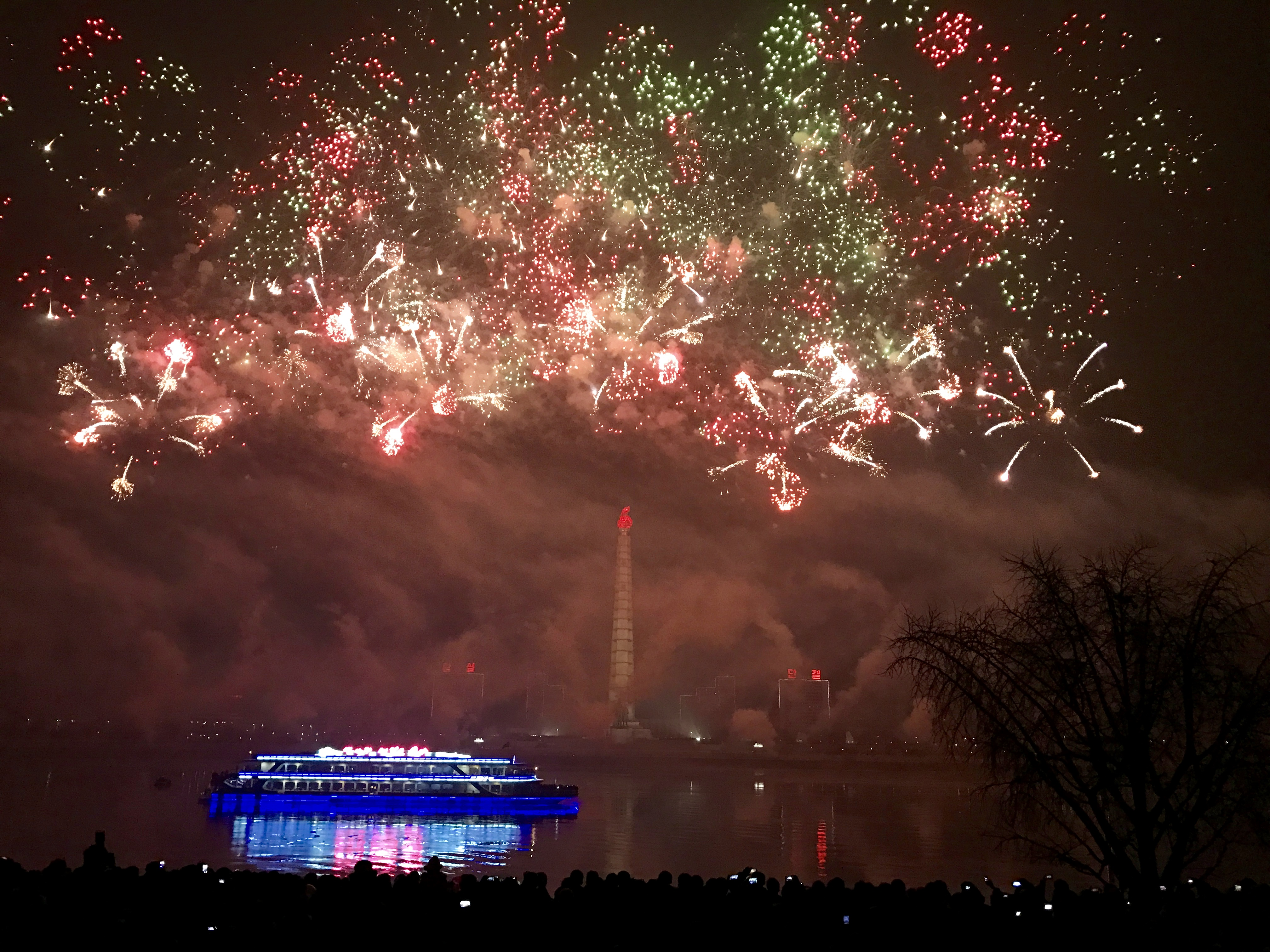
Pháo hoa năm mới từ Quảng trường Kim Il-sung, tháng 1/2017.
- Các nữ binh sĩ Triều Tiên bước chân ngỗng qua Quảng trường Kim Il Sung khi diễn tập cho cuộc diễu binh chào mừng Ngày thành lập nước Cộng hòa năm 2011.

## Loại bỏ các tuyên truyền chống Mỹ
Sau hội nghị thượng đỉnh Mỹ Triều ở Singapore năm 2018, Triều Tiên đã gỡ bỏ các tuyên truyền chống Mỹ ở Quảng trường Kim Il-Sung. Ngoài ra, Triều Tiên đã hủy bỏ sự kiện biểu tình thường niên 'chống Mỹ' vào năm 2018. Năm 2017, các cuộc biểu tình được tổ chức tại Quảng trường Kim Il-sung được cho là có 100.000 người tham dự. Hơn nữa, Triều Tiên đã phát hành tem bưu chính đặc biệt chống Mỹ vào năm 2017.